# Nouvelles Éditions fantastiques
Nouvelles Éditions fantastiques est une maison d'édition de jeux de rôle créée par Marc Laperlier comme SARL en 1985, avec Jean-Charles et Sylvie Rodriguez, rencontrés à Casus Belli. Il s'agissait à l'origine d'un GIE du nom de « la nouvelle édition fantastique » créé en 1983 avec Michel Le Roy et José Lanchas, et dont le statut a été modifié en 1985. Après les six scénarios édités par le GIE, la NEF se transforme en SARL et édite un dernier scénario, La Dame noire, de Anne Vétillard. 
Sylvie Rodriguez présente Denis Gerfaud à l'équipe. La décision est prise d'éditer la première version de Rêve de dragon. La NEF publie dans la foulée les miroirs des terres médianes dont les titres suivent : Le Cidre de Narhuit, Au bonheur des zyglutes, Les Larmes d'Ashani, et Le Sacré Pinceau à barbe.
La NEF SARL ferme en 1987.

## Liste des jeux édités par NEF
- Rêve de dragon 1re édition en 1985, ainsi que ses extensions Le Cidre de Narhuit, Au bonheur des Zyglutes, Les Larmes d'Ashani et Le Sacré Pinceau à Barbe[2].